# Great Chart
Great Chart est un village du Kent, en Angleterre.